# Xenophrys lekaguli
Xenophrys lekaguli é uma espécie de anfíbio anuro da família Megophryidae. Está presente na Tailândia. A UICN classificou-a como quase ameaçada.